# Pups is Pups
Pups is Pups is een Amerikaanse filmkomedie uit 1930 met in de hoofdrollen de kinderen van Our Gang. De film werd in 2004 opgenomen in het National Film Registry.

## Rolverdeling
| Acteur            | Personage                    |
| ----------------- | ---------------------------- |
| Norman Chaney     | Chubby                       |
| Jackie Cooper     | Jackie                       |
| Dorothy DeBorba   | Dorothy                      |
| Bobby Hutchins    | Wheezer                      |
| Allen Hoskins     | Farina                       |
| Mary Ann Jackson  | Mary Ann                     |
| The Hill Twins    | Tweeling                     |
| Buddy McDonald    | Buddy                        |
| Allen Tong        | bendelid                     |
| Wolfgang Weidler  | bendelid                     |
| Warner Weidler    | bendelid                     |
| Pete              | Puppy                        |
| Harry Bernard     | agent                        |
| Allen Cavan       | Dr. H. R. White              |
| William Gillespie | tubaspeler                   |
| Charlie Hall      | dirigent / violist           |
| Lyle Tayo         | moeder van Dorothy en Jackie |
| Charles McAvoy    | arbeider                     |
| Silas D. Wilcox   | portier                      |
| Joe               | aap                          |